# リアント・リン
リアント・リン（尼: Liant Lin）（本名：ユリアント・リン 尼: Yullianto Lin、1992年7月27日 - ）は、インドネシアのコメディアン。

## 来歴

### 生い立ち
タンゲラン生まれ。ウダヤナ大学医学部に在学中に医師を目指していたが、スタンダップコメディに出演したことが人生の転機となったためコメディアンになることに専念した。以降はいくつかの大会に出場して優勝を勝ち取り、またいくつかのイベントで前座役を務めたことが経験となっている。

### 芸能界の道へ
2012年より本格的に芸能界デビューを果たす。デンパサールやバリ島で開催されたイベントでファイナリストに選ばれるほどの実力を誇るが、中々勝ち上がれない時期もあったという。